# Anastatica hierochuntica
Espèce
Anastatica hierochuntica, appelée par les botanistes l'Anastatique et vulgairement connue sous le nom de Rose de Jéricho, est une espèce de plantes à fleurs de la famille des Brassicaceae (ou crucifères). C'est une petite plante annuelle, quelquefois bisannuelle, et selon la légende de la Tétradynamie siliculeuse, que les vents de l'Afrique arrachent au sol sablonneux et aride de l'Égypte, de la Syrie, d'Israël et de la Palestine, pour en rouler les débris à l'embouchure des fleuves qui se perdent dans la Méditerranée[réf. nécessaire].

## Caractéristiques

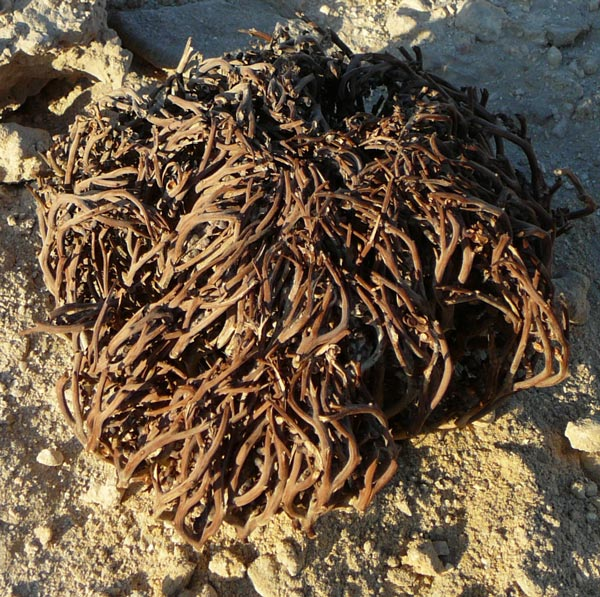
Rose de Jéricho, ou anastatique, desséchée.

Sa tige rameuse, garnie de feuilles oblongues, est terminée par des épis de fleurs blanches. Dès que les graines qu'elle porte ont atteint leur maturité, cette plante se pelotonne et se dessèche ; mais dès qu'elle se trouve transportée sur une terre humide ou est arrêtée aux bords des eaux, elle reprend sa forme première, les racines s'accrochant au sol, les rameaux s'étendant, de nouvelles feuilles naissant, de nouvelles fleurs s'épanouissant, une seconde végétation s'accomplit entièrement.
On place l'Anastatique au nombre des plantes hygrométriques ; même lorsqu'elle est vieille et sèche, elle a la propriété de se dilater et de s'étendre, ou de se resserrer, suivant que l'air libre est humide ou sec. Ses graines arrondies s'attachent à la terre aussitôt qu'elles s'échappent de la silicule globuleuse qui les contient, et y germent bientôt.
En mettant à tremper la tige de l'Anastatique dans un verre d'eau, l'on obtient le même phénomène que lorsque la plante se fixe sur un sol humide, avec la seule différence que la sorte d'épanouissement de ses rameaux desséchés n'est autre chose que l'expansion des rameaux devenus souples, qui rappelle le calice frangé de la nigelle cultivée ou de la rose mousseuse. L'expérience peut être répétée plusieurs fois avec la même plante, à condition de bien laisser sécher la plante entre deux humidifications, afin d'éviter les risques de moisissures.